# مجموعة مجرات ليون
مجموعة مجرات ليون (بالإنجليزية: Lyons Groups of Galaxies)‏ (أو LGG) هو فهرس فلكي لتجمع المجرات القريبة تصل إلى القدر الظاهري B0= 14.0 مع سرعة إنحسارية أصغر من 5,500 كم/ث .

## الطريقة
عند إنشاء الفهرس، استخدمت طريقتين مختلفتين لتصنيف المجموعة:
طريقة ترشيح مستمدة من هوشرا وجيلر وطريقة هرمية قدمها ريتشارد برنت تالي . الفهرس هو نسخة توليفة من نتائج الطريقتين. فهرس مجموعة مجرات ليون تشمل 485 مجموعة مجرية و 3،933 مجرة عضو في المجموعات.

## روابط خارجية
- LGG description at CDS
- Full LGG list of records at CDS
- ADS: General study of group membership. II - Determination of nearby groups